# FIAMC
FIAMC is een Italiaans historisch merk van motorfietsen en scooters.
De bedrijfsnaam was: Fabbrica Italiana Auto Moto Cicli, Parma.
FIAMC kwam in 1952 op de markt met een lichte toermotor met een 125cc-tweetakt-blokmotor. De machine had een plaatstalen parallellogramvork, woog 85 kg en had een topsnelheid van 85 km/uur. Daarnaast leverde men ook scooters, waarschijnlijk met dezelfde motor, maar rond 1953 werd de productie al beëindigd.